# Linowo (wieś w powiecie olsztyńskim)
Linowo (niem. Leynau, 1938–1945 Leinau) – wieś w Polsce, położona w województwie warmińsko-mazurskim, w powiecie olsztyńskim, w gminie Purda. W latach 1975–1998 miejscowość należała administracyjnie do województwa olsztyńskiego.
Wieś warmińska, położona na południowym brzegu Jeziora Linowskiego.

## Historia
Wieś pruska lokowana na 8 włókach w 1348 r. przez kapitułę warmińską, nadanie nad jeziorem Lynow (obecnie Jezioro Linowskie)  otrzymali Prusowie: Dangil, Willun, Pastken i Jonoken. Zobowiązani zostali do dwóch służb zbrojnych, konno oraz pomocy przy budowie zamków. W tym samym roku kolejnej nadanie na 4 włóki na prawie pruskim otrzymali bracia: Bundike, Dzietrich, Cognat i Günter oraz na 4 włóku na prawie pruskim - Henryk i Tangebuth. W 1374 r. 4 włóki na prawie pruskim z obowiązkiem służby zbrojnej, położone nad Jez. Linowskim, otrzymali Prusowie: Nemok i Paustilen. W czasie wojny polsko-krzyżackiej z lat 1454-1466 wieś uległa zniszczeniu przez wojska krzyżackie pod dowództwem Georga von Schliebena. Po zniszczeniach, w roku 1476 wieś ponownie była lokowana jako wieś czynszowa, na 22 włókach oraz dwoma włokami wolnymi od czynszu dla sołtysa. W 1575 r. wystawiony został dokument lokacyjny dla karczmy.

## Ludzie związani z miejscowością
W Linowie urodził się Walenty Tolsdorf. We wsi znajduje się neogotycka kapliczka.